# Eenkindpolitiek

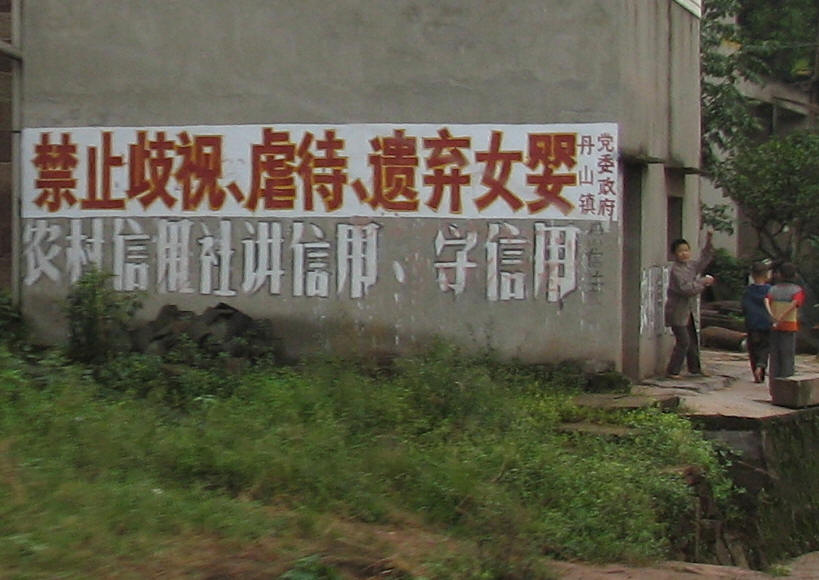
Chinese tekst die mensen aanspoort meisjesbaby's toch te accepteren

De eenkindpolitiek was het in de Volksrepubliek China geldende bevolkingsbeheersingbeleid waarbij ieder koppel slechts een kind mocht krijgen; het krijgen van een tweede kind was strafbaar. Doel van dit beleid was de bevolkingsgroei af te remmen. Het werd ingevoerd in 1979. Sinds 2015 geldt in China een tweekindpolitiek. Sinds 2021 geldt in China een driekindpolitiek.

## Geschiedenis
De bedenker van dit beleid is de in de Sovjet-Unie getrainde militair en cyberneticus Song Jian. Vanaf 1970 werden Chinezen aangemoedigd om laat te trouwen en niet meer dan twee kinderen te krijgen. Deze politiek was zeer effectief: binnen tien jaar was het geboortecijfer gehalveerd. Maar volgens de Chinese communistische partij was dit nog niet genoeg. In 1975 ontmoette Song de Nederlandse populatietheoreticus Geert Jan Olsder. Naar aanleiding van deze ontmoeting raakte Song ervan overtuigd dat een eenkindpolitiek in China nodig was om een catastrofale groei van het bevolkingsaantal te voorkomen.
De economische en sociale gevolgen van de Chinese eenkindpolitiek zouden de Chinese economie en maatschappij ernstig kunnen beperken, onder andere vanwege sterk toenemende vergrijzing als gevolg van dit beleid. Daarom werd de eenkindpolitiek steeds meer losgelaten. Zo mochten later twee op de drie Chinese gezinnen twee kinderen krijgen. Bij het aantreden in 2013 van Xi Jinping als Chinese president, werd echter bekendgemaakt dat de eenkindpolitiek nog gewoon van kracht bleef.
Door een chronisch tekort aan arbeidskrachten en een gebrek aan evenwicht tussen het aantal mannen en vrouwen werd de communistische partij in november 2013 gedwongen het beleid af te zwakken. Onder de nieuwe regels mochten gezinnen twee kinderen hebben als in elk geval een van de ouders zelf enig kind was.
De algemene verwachting was dat Chinese beleidsmakers de eenkindpolitiek uiteindelijk zouden afschaffen, onder andere omdat door de seksuele revolutie en de toegenomen rijkdom in China het vruchtbaarheidscijfer waarschijnlijk niet meer heel hoog zou worden. Vanuit de Chinese bevolking kwam er ook steeds minder verzet tegen de eenkindpolitiek. Inderdaad werd op 29 oktober 2015, in het nieuwe vijfjarenplan van China, aangekondigd dat de eenkindpolitiek volledig zou worden afgeschaft om verdere vergrijzing te voorkomen en het tekort aan arbeidskrachten te verlichten.
In een poging het geboortecijfer verder te doen stijgen hebben de Chinese autoriteiten op 31 mei 2021 laten weten dat het voortaan is toegestaan om drie kinderen te krijgen. Enkele maanden later werden alle maatregelen opgeheven en sindsdien mogen Chinezen weer zoveel kinderen krijgen als ze zelf willen.

## Context
Reden voor de eenkindpolitiek was dat de regering de bevolkingsgroei wilde verminderen om zo de overbevolking in te perken, die onder meer als gevolg van de bevolkingsexplosie na de Tweede Wereldoorlog was ontstaan. De Chinese bevolking bleef namelijk in een vertraagd tempo doorgroeien, maar de voornaamste oorzaak hiervan was de afname van de sterfte en het toenemen van de gemiddelde leeftijd. Vanaf de jaren 1970 was een daling in het geboortecijfer merkbaar. De officiële Chinese cijfers lieten zien dat er tussen 1970 en 2013 336 miljoen abortussen succesvol waren uitgevoerd;  dat er 196 miljoen mannen waren  gesteriliseerd  en er 403 miljoen spiraaltjes waren ingebracht bij vrouwen.

## Uitzonderingen
De eenkindpolitiek kende per regio bepaalde uitzonderingen. Voorbeelden zijn: boeren op het platteland mochten twee kinderen hebben als het eerste kind een meisje was; ook werd vaak een tweede kind toegestaan wanneer beide ouders uit een eenkindgezin afkomstig waren. Een koppel kreeg ook geen sanctie opgelegd wanneer onverhoopt een meerling werd geboren.
Verder gold de eenkindpolitiek per koppel en niet per persoon. Een Chinees kon dus zonder sanctie een kind krijgen wanneer hij of zij al een kind bij een eerdere partner had.
De eenkindpolitiek gold alleen voor Han-Chinezen. Chinese minderheden, buitenlanders, en ook koppels waarin een van de partners buitenlander was of uit een minderheidsgroepering kwam, mochten meer dan een kind hebben zonder boetes.

## Gevolgen

### Man-vrouwverhouding
De eenkindpolitiek heeft ertoe geleid dat er veel selectieve abortussen werden gepleegd als bleek dat het om een meisje ging. Een meisje kost meer geld, onder meer door een benodigde bruidsschat en dat was voor armere mensen niet altijd te betalen. Een jongen houdt de familienaam in stand en wordt beter in staat geacht geld te verdienen en voor zijn ouders te zorgen. Hierdoor was het aantal levend geboren jongetjes verhoudingsgewijs hoger dan normaal - in 2013 bijvoorbeeld 112 jongetjes per 100 meisjes. In de rest van de wereld is die verhouding ongeveer 107 om 100. Om de scheve verhouding te beperken, is het medici niet meer toegestaan om bij een echografie het geslacht van de baby aan de ouders bekend te maken.
Het grootste nadelig effect van prenatale selectie is dat er de komende jaren veel minder Chinese vrouwen zijn dan Chinese mannen, zodat veel Chinese mannen geen vrouwelijke partner zullen kunnen vinden. Voorts zullen er minder vrouwen zijn in de vruchtbare leeftijd. Daardoor worden er in de toekomst nog minder kinderen geboren dan zonder prenatale selectie het geval zou zijn. Bovendien zal dit sociale gevolgen hebben zoals meer agressie bij mannen, het zoeken naar een partner in het buitenland, etc.

### Infanticide
Hoewel hier geen duidelijke cijfers over zijn bestaat een vermoeden dat een deel van de scheve sekseverhouding wordt veroorzaakt door infanticide van meisjesbaby´s. Ook is verlating of tevondelinglegging mogelijk. De documentaire It's a Girl: The Three Deadliest Words in the World behandelt dit onderwerp. Ook kan met name op het platteland een familie ervoor kiezen een meisje niet aan te geven zodat men nogmaals kan proberen een jongetje te krijgen, waardoor dit meisje geen papieren heeft en dus op papier niet bestaat waardoor ze de facto staatloos wordt. 

### Vergrijzing
Het vruchtbaarheidscijfer van Chinese vrouwen ligt op 1,55 kinderen. Dat cijfer ligt ver onder de vervangingsratio van 2,1. Er komen dus slechts 155  kinderen op de plaats van 200 volwassenen. De daling van het aantal geboorten leidt ertoe dat China op een ongekende vergrijzingsgolf afstevent. Doordat het vruchtbaarheidscijfer sinds 1990 onder de 2,0 ligt en er daardoor veel minder kinderen zijn geboren, is de beroepsbevolking vanaf 2012 in absolute zin aan het dalen. Het aantal Chinezen dat toetreedt tot de arbeidsmarkt is lager dan het aantal dat de arbeidsmarkt verlaat. Men verwachtte dat het bevolkingsaantal van China nog zou blijven stijgen tot ongeveer 1,4 miljard in 2025, maar in 2022 rapporteerde China al een bevolkingskrimp van 850,000 personen. De stijging werd voornamelijk veroorzaakt door het feit dat Chinezen steeds ouder worden en dit zorgt voor een daling van het sterftecijfer. Hierdoor ontstaat een grote druk op de bestaande en in vele opzichten nog ontoereikende pensioen- en zorgvoorzieningen, die betaald moeten worden door de werkzame bevolking. Niet alleen wordt de werkzame bevolking met hogere sociale lasten geconfronteerd, maar ook met de sociale gevolgen. Het gevolg van de eenkindpolitiek is dat er maar één kind is om voor de ouders te zorgen waar vroeger de lasten over meerdere kinderen verdeeld konden worden. Hierdoor komt het steeds vaker voor dat één koppel naast de kinderen ook voor twee ouders en twee schoonouders moet zorgen. Dit kan weer de nodige sociale spanningen met zich meebrengen.

## India
In India, een ander land met 1 miljard inwoners, werd een tweekindpolitiek gevoerd, maar door het hoge analfabetisme is daar weinig van terechtgekomen.